# St. Erhard
St. Erhard est une bière artisanale allemande venant de la ville de Bamberg située en Bavière. Cette bière se positionne sur le marché des produits de luxe et est principalement destinée à l’exportation en Asie.

## Produit

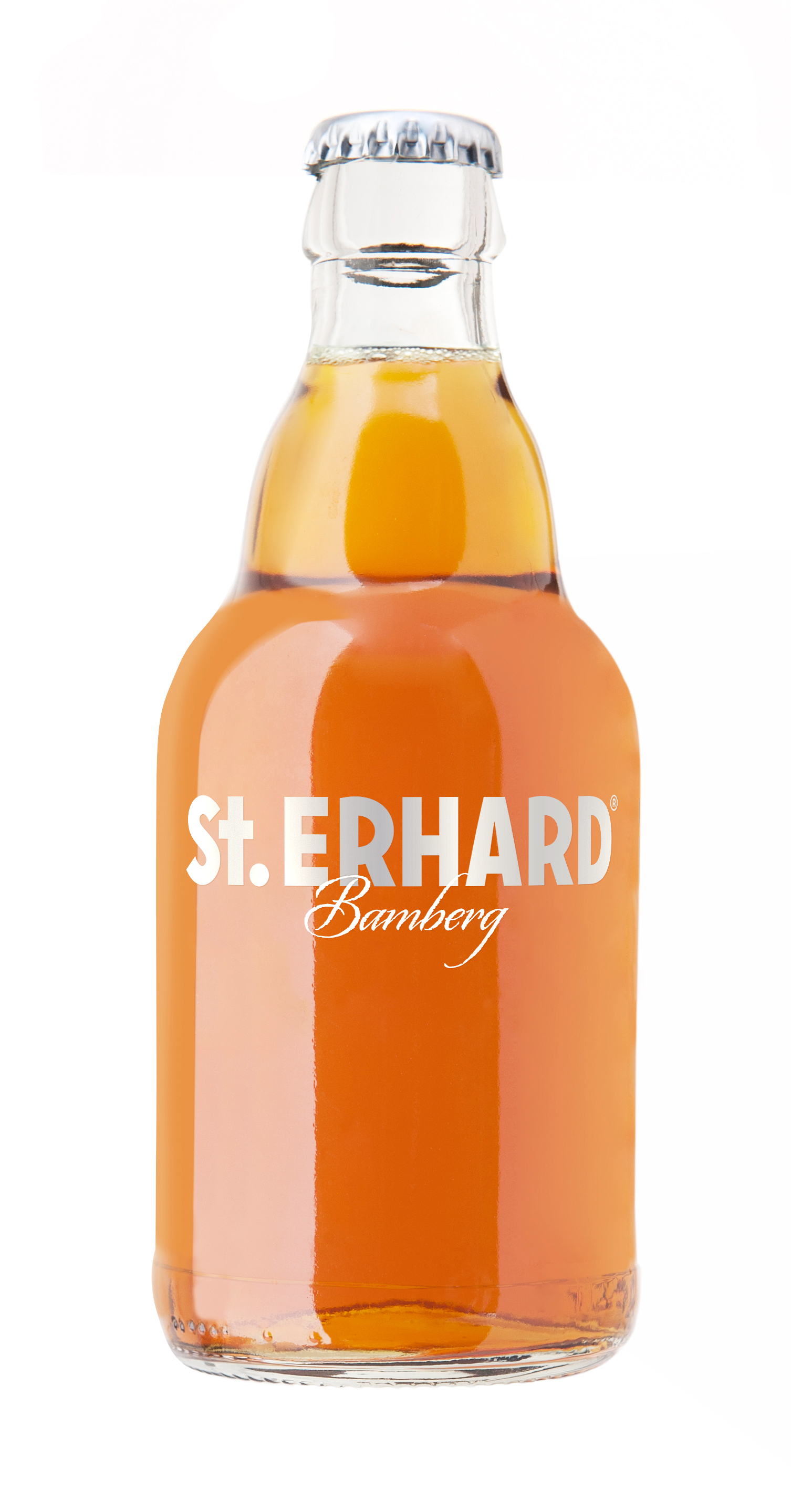
Une bouteille de St. ERHARD

La bière St. Erhard est brassée selon les exigences de Reinheitsgebot (connu également sous le nom de décret de pureté de la bière) établies en 1516 et dont le taux d’impôt s’élève à 12,5 degrés Plato pour un taux d’alcool de 5 %. Cette bière est principalement vendue sur le marché indien.

## Marque
Cette marque est positionnée sur le segment des produits de luxe. St. Erhard est vendue dans des bouteilles en verre non opaque vernie d’une protection contre les UV. Le logo est directement imprimé sur les bouteilles.

## Marque déposée
Le nom de marque St. Erhard a été  déposé à l’international et désigne autant la bière que les produits et services qui y sont rattachés.

## Emplacements à l'étranger

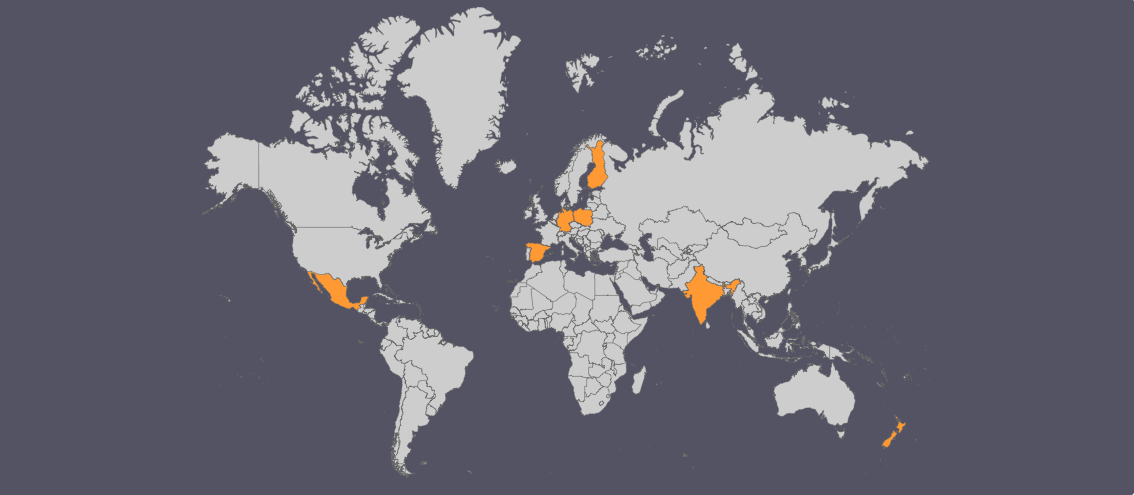
Pays où la St. ERHARD peut être trouvée

- Pays où la St. ERHARD peut être trouvée